# Županići
Županići est une localité de Croatie située en Istrie, dans le comitat d'Istrie et la municipalité de Sveta Nedelja.
En 2001 cette localité compte 141 habitants.

## Démographie
| 1948 | 1953 | 1961 | 1971 | 1981 | 1991 | 2001 |
| ---- | ---- | ---- | ---- | ---- | ---- | ---- |
| 318  | 275  | 245  | 191  | 171  | 144  | 141  |